# Шаллаи, Андраш
А́ндраш Ша́ллаи (венг. Sallay András; 15 декабря 1953, Будапешт, Венгрия) — венгерский фигурист, выступавший в танцах на льду. В паре с Кристиной Регёци он — серебряный призёр зимних Олимпийских игр в Лейк-Плэсиде, чемпион мира 1980, призёр чемпионатов Европы и девятикратный чемпион Венгрии.
В настоящее время Андраш Шаллаи работает в фирме IMG (Международная группа управления), которая обеспечивает борта катков рекламой и занимается менеджментом спортсменов. А. Шаллаи отвечает за страны Восточной Европы и Западной Азии.

## Результаты выступлений
| Соревнования/Сезон         | 1969—1970 | 1970—1971 | 1971—1972 | 1972—1973 | 1973—1974 | 1974—1975 | 1975—1976 | 1976—1977 | 1977—1978 | 1978—1979 | 1979—1980 |
| -------------------------- | --------- | --------- | --------- | --------- | --------- | --------- | --------- | --------- | --------- | --------- | --------- |
| Олимпийские игры           |           |           |           |           |           |           | 5         |           |           |           | 2         |
| Чемпионаты мира            |           |           |           | 13        | 6         | 6         | 4         | 4         | 3         | 2         | 1         |
| Чемпионаты Европы          | 13        | 14        | 11        | 10        | 7         | 6         | 4         | 2         | 3         | 3         | 2         |
| Чемпионаты Венгрии         |           |           | 1         | 1         | 1         | 1         | 1         | 1         | 1         | 1         | 1         |
| Skate America              |           |           |           |           |           |           |           |           |           |           | 1         |
| Skate Canada International |           |           |           |           |           |           |           |           |           | 1         |           |